# Фускалдо
Фускалдо је насеље у Италији у округу Козенца, региону Калабрија.
Према процени из 2011. у насељу је живело 1086 становника. Насеље се налази на надморској висини од 283 м.

## Становништво
Према резултатима пописа становништва 2011. у општини је живело 8.072 становника.
| 1951. | 1961. | 1971. | 1981. | 1991. | 2001. | 2011. |
| ----- | ----- | ----- | ----- | ----- | ----- | ----- |
| 9.951 | 8.509 | 7.935 | 7.850 | 8.261 | 8.323 | 8.072 |

## Партнерски градови
- Pero